# کازالجو بویرو
کازالجو بویرو (به ایتالیایی: Casaleggio Boiro) یک کومونه در ایتالیا است که در استان آلساندریا واقع شده‌است.

## خصوصیات
کازالجو بویرو ۱۲٫۲ کیلومترمربع مساحت و ۳۷۹ نفر جمعیت دارد و ۳۲۱ متر بالاتر از سطح دریا واقع شده‌است.